# Billy Andrade
Billy Andrade, född 25 januari 1964 i Bristol i Rhode Island, är en amerikansk golfspelare.
Andrade studerade vid Wake Forest University och spelade i det amerikanska laget i Walker Cup 1987, samma år som han blev professionell. Han har fram till februari 2006 fyra segrar på den amerikanska PGA-touren. 
Han är en aktiv bidragsgivare inom olika typer av välgörenhetsinsatser. Han och kamraten, golfspelaren Brad Faxon, mottog 1999 Charles Bartlett Award för deras osjälviska bidrag till samhällsinsatser och American Heart Associations Gold Heart Award 2002. 2002 vann de tillsammans även Ambassadors of Golf Award (Golfambassadörernas medalj). Tillsammans driver de organisationen Billy Andrade/Brad Faxon Charities for Children, Inc., en ideell organisation som fram till 2005 hade donerat över 3 miljoner dollar till behövande barn i Rhode Island och södra Massachusetts. Sedan 1999 har Andrade och Faxon varit värdar för CVS Charity Classic, en golftävling som genererar pengar till de båda spelarnas välgörenhetsverksamhet.
Andrade är svåger med basketspelaren i National Basketball Association Jon Barry, som själv har 0 i hcp.
Andrade fyllde 50 år 2014, vilket gjorde att han övergick från att spela på PGA Touren till Champions Tour (även om Andrade inte spelade mycket golf åren innan han fyllde 50, utan var golfanalytiker på Golf Channel). Under 2015 vann Andrade tre tävlingar på Champions Tour.

## Meriter

### Segrar på PGA-touren
| No. | Datum        | Tävling                       | Resultat           | Mot par | Segermarginal | Runner-up      |
| --- | ------------ | ----------------------------- | ------------------ | ------- | ------------- | -------------- |
| 1   | Jun 2, 1991  | Kemper Open                   | 68-64-64-67=263    | -21     | Särspel       | Jeff Sluman    |
| 2   | Jun 9, 1991  | Buick Classic                 | 68-68-69-68=273    | -9      | 2 slag        | Brad Bryant    |
| 3   | Sep 13, 1998 | Bell Canadian Open            | 68-69-69-69=275    | -11     | Särspel       | Bob Friend     |
| 4   | Okt 15, 2000 | Invensys Classic at Las Vegas | 67-67-63-67-68=332 | -28     | 1 slag        | Phil Mickelson |

### Vinster på Champions Tour
| No. | Datum        | Tävling                                         | Resultat        | Mot par | Segermarginal | Runner(s)-up             |
| --- | ------------ | ----------------------------------------------- | --------------- | ------- | ------------- | ------------------------ |
| 1   | Apr 26, 2015 | Big Cedar Lodge Legends of Golf(med Joe Durant) | 63-51-45=159    | -19     | 3 slag        | Sandy Lyle & Ian Woosnam |
| 2   | Aug 23, 2015 | Boeing Classic                                  | 69-65-73=207    | -9      | 1 slag        | Bernhard Langer          |
| 3   | Nov 8, 2015  | Charles Schwab Cup Championship                 | 65-67-70-64=266 | -14     | Särspel       | Bernhard Langer          |